# 九戸郡
- 令制国一覧 > 東山道 > 陸中国 > 九戸郡
- 日本 > 東北地方 > 岩手県 > 九戸郡

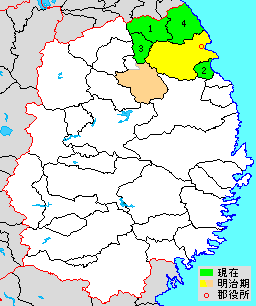
岩手県九戸郡の範囲（1.軽米町 2.野田村 3.九戸村 4.洋野町 薄橙：後に他郡に所属した区域）

九戸郡（くのへぐん）は、岩手県（陸奥国・陸中国）の郡。
人口29,514人、面積763.56km²、人口密度38.7人/km²。（2025年2月1日、推計人口）
以下の2町2村を含む。
- 軽米町（かるまいまち）
- 野田村（のだむら）
- 九戸村（くのへむら）
- 洋野町（ひろのちょう）

## 郡域

### 九戸郡（第1次）
明治11年（1878年）に行政区画として発足した当時の郡域は、上記2町2村のほか、久慈市および岩手郡葛巻町の大部分（田部を除く）にあたる。

### 九戸郡（第2次）

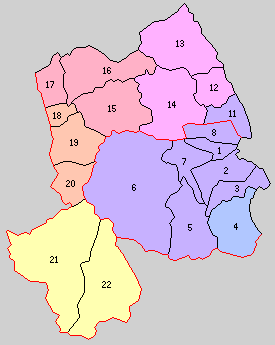
1.久慈町 2.長内村 3.宇部村 4.野田村 5.山根村 6.山形村 7.大川目村 8.夏井村 11.侍浜村 12.中野村 13.種市村 14.大野村 15.小軽米村 16.軽米村 17.晴山村 18.江刺家村 19.伊保内村 20.戸田村 21.葛巻村 22.江刈村（紫：久慈市 桃：洋野町 赤：軽米町 橙：九戸村 黄：岩手郡葛巻町 青：合併なし）

明治30年（1897年）に行政区画として発足した当時の郡域は、第1次九戸郡全域にあたる。

## 九戸郡（第1次）
- 寛永11年（1634年）の陸奥国糠部郡の4分割（二戸郡・三戸郡・九戸郡・北郡）にともない成立。
- 幕末時点では陸奥国に所属した。「旧高旧領取調帳」に記載されている明治初年時点の支配は以下の通り。（58村）

| 知行 | 知行           | 村数 | 村名 |
| ---- | -------------- | ---- | --- |
| 藩領 | 陸奥八戸藩     | 47村 | 軽米村、小軽米村、上館村、円子村、蛇口村、雪屋村、長倉村、狄塚村、山屋村、高家村、晴山村、山内村、江刺家村、長興寺村、小倉村、伊保内村、荒屋村、山根村、戸田村、葛巻村、江刈村、水沢村、帯島村、阿子木村、大野村、中野村、有家村、小子内村、種市村（後の北九戸郡） 霜畑村、小国村、日野沢村、川井村、繋村、荷軽部村、戸呂町村、小久慈村、夏井村、早坂村、閉伊口村、鳥谷村、黒沼村、大崎村、門前村、長久寺村、長内村、大川目村（後の南九戸郡） |
| 藩領 | 陸奥盛岡藩     | 10村 | 白前村（後の北九戸郡） 野田村、玉川村、宇部村、端神村、細野村、深田村、木売内村、下戸鎖村、上戸鎖村（後の南九戸郡） |
| 藩領 | 八戸藩・盛岡藩 | 1村  | 侍浜村（後の北九戸郡） |

- 明治元年12月7日（1869年1月19日）
  - 陸奥国が分割され、本郡は陸中国の所属となる。
  - 盛岡藩が戊辰戦争の処分により、領地を没収される。信濃松代藩取締地となり、盛岡県（第1次）を称する[5]。
- 明治2年8月7日（1869年9月12日） - 盛岡県（第1次）の区域をもって江刺県を設置。
- 明治4年7月14日（1871年8月19日） - 廃藩置県により、藩領が八戸県（第2次）となる。
- 明治4年11月2日（1871年12月13日） - 第1次府県統合により、全域が盛岡県（第3次）の管轄となる。
- 明治5年1月8日（1872年2月16日） - 盛岡県（第3次）が岩手県に改称。
- 明治11年（1878年）侍浜村のうち旧・八戸藩領が南侍浜村、旧・盛岡藩領が北侍浜村に分村。（59村）
- 明治11年（1878年）11月26日 - 郡区町村編制法の岩手県での施行により、行政区画としての九戸郡が発足。
- 明治12年（1879年）1月4日 - 分割され、大目川村ほか27村の区域をもって南九戸郡が、軽米村ほか32村の区域をもって北九戸郡がそれぞれ発足。同日九戸郡（第1次）廃止。

## 九戸郡（第2次）
- 明治30年（1897年）4月1日 - 南九戸郡・北九戸郡の区域をもって、九戸郡（第2次）が発足[6]。郡制の施行により、九戸郡役所が久慈町に設置される。（1町19村）
  - 旧南九戸郡 - 久慈町、長内村、宇部村（現・久慈市）、野田村（現存）、山根村、山形村、大川目村、夏井村（現・久慈市）
  - 旧北九戸郡 - 侍浜村（現・久慈市）、中野村、種市村、大野村（現・洋野町）、小軽米村（現・軽米町）、軽米村（現・洋野町、軽米町）、晴山村（現・軽米町）、江刺家村、伊保内村、戸田村（現・九戸村）、葛巻村、江刈村（現・岩手郡葛巻町）
- 大正12年（1923年）4月1日 - 郡制が廃止される[7]。郡役所は存続。
- 大正14年（1925年）1月1日 - 軽米村が町制施行して軽米町となる。（2町18村）
- 大正15年（1926年）7月1日 - 九戸郡役所が廃止される[8]。九戸郡各町村を管轄区域とする九戸支庁が久慈町に設置される[9]。
- 昭和7年（1932年）4月1日 - 九戸支庁が廃止される[10][11]。
- 昭和15年（1940年）12月25日 - 葛巻村が町制施行して葛巻町となる。（3町17村）
- 昭和17年（1942年）7月1日 - 九戸郡を管轄区域とする九戸地方事務所が久慈町に設置される[12]。
- 昭和23年（1948年）7月1日 - 葛巻町・江刈村の所属郡が岩手郡に変更[13]。（2町16村）
- 昭和26年（1951年）4月1日 - 種市村が町制施行して種市町となる。（3町15村）
- 昭和27年（1952年）6月1日 - 長内村が町制施行して長内町となる。（4町14村）
- 昭和29年（1954年）11月3日 - 久慈町・長内町・宇部村・大川目村・侍浜村・夏井村・山根村が合併して久慈市が発足し、郡より離脱。（2町9村）
- 昭和30年（1955年）
  - 1月1日
    - 軽米町の一部（上館の一部）が大野村に編入。
    - 軽米町・小軽米村・晴山村が合併し、改めて軽米町が発足。（2町7村）

  - 2月11日 - 種市町・中野村が合併し、改めて種市町が発足。（2町6村）
  - 4月1日 - 伊保内村・江刺家村・戸田村が合併して九戸村が発足。（2町4村）
- 平成18年（2006年）
  - 1月1日 - 種市町・大野村が合併して洋野町が発足。（2町3村）
  - 3月6日 - 山形村が久慈市と合併し、改めて久慈市が発足、郡より離脱。（2町2村）

### 変遷表
| 明治以前 | 明治以前   | 明治初年 - 明治12年 | 所 属 郡    | 明治12年 1月4日 九戸郡分割 | 明治12年 - 明治22年 | 明治22年 4月1日 町村制施行 | 明治30年 4月1日 九戸郡発足 | 明治22年 - 昭和20年          | 昭和21年 - 昭和28年                  | 昭和29年 - 昭和64年          | 平成元年 - 現在       | 現在          |
| -------- | ---------- | ------------------- | ----------- | -------------------------- | ------------------- | -------------------------- | -------------------------- | ---------------------------- | ------------------------------------ | ---------------------------- | --------------------- | ------------- |
| 葛巻村   | 葛巻村     | 葛巻村              | 北 九 戸 郡 | 葛巻村                     | 葛巻村              | 葛巻村                     | 葛巻村                     | 昭和15年12月25日 町制 葛巻町 | 昭和23年7月1日 所属変更 岩手郡葛巻町 | 昭和30年7月15日 岩手郡葛巻町 | 岩手郡葛巻町          | 岩手郡 葛巻町 |
| 江刈村   | 江刈村     | 江刈村              | 北 九 戸 郡 | 江刈村                     | 江刈村              | 江刈村                     | 江刈村                     | 江刈村                       | 昭和23年7月1日 所属変更 岩手郡江刈村 | 昭和30年7月15日 岩手郡葛巻町 | 岩手郡葛巻町          | 岩手郡 葛巻町 |
| 小軽米村 | 小軽米村   | 小軽米村            | 北 九 戸 郡 | 小軽米村                   | 小軽米村            | 小軽米村                   | 小軽米村                   | 小軽米村                     | 小軽米村                             | 昭和30年1月1日 軽米町        | 軽米町                | 軽米町        |
| 蛇口村   | 蛇口村     | 蛇口村              | 北 九 戸 郡 | 蛇口村                     | 蛇口村              | 小軽米村                   | 小軽米村                   | 小軽米村                     | 小軽米村                             | 昭和30年1月1日 軽米町        | 軽米町                | 軽米町        |
| 円子村   | 円子村     | 円子村              | 北 九 戸 郡 | 円子村                     | 円子村              | 小軽米村                   | 小軽米村                   | 小軽米村                     | 小軽米村                             | 昭和30年1月1日 軽米町        | 軽米町                | 軽米町        |
| 狄塚村   | 狄塚村     | 狄塚村              | 北 九 戸 郡 | 狄塚村                     | 狄塚村              | 晴山村                     | 晴山村                     | 晴山村                       | 晴山村                               | 昭和30年1月1日 軽米町        | 軽米町                | 軽米町        |
| 山内村   | 山内村     | 山内村              | 北 九 戸 郡 | 山内村                     | 山内村              | 晴山村                     | 晴山村                     | 晴山村                       | 晴山村                               | 昭和30年1月1日 軽米町        | 軽米町                | 軽米町        |
| 晴山村   | 一部       | 晴山村              | 北 九 戸 郡 | 晴山村                     | 晴山村              | 晴山村                     | 晴山村                     | 晴山村                       | 晴山村                               | 昭和30年1月1日 軽米町        | 軽米町                | 軽米町        |
| 晴山村   | 一部       | 晴山村              | 北 九 戸 郡 | 晴山村                     | 晴山村              | 軽米村                     | 軽米村                     | 大正14年1月1日 町制 軽米町   | 軽米町                               | 昭和30年1月1日 軽米町        | 軽米町                | 軽米町        |
| 軽米村   | 軽米村     | 軽米村              | 北 九 戸 郡 | 軽米村                     | 軽米村              | 軽米村                     | 軽米村                     | 大正14年1月1日 町制 軽米町   | 軽米町                               | 昭和30年1月1日 軽米町        | 軽米町                | 軽米町        |
| 高家村   | 高家村     | 高家村              | 北 九 戸 郡 | 高家村                     | 高家村              | 軽米村                     | 軽米村                     | 大正14年1月1日 町制 軽米町   | 軽米町                               | 昭和30年1月1日 軽米町        | 軽米町                | 軽米町        |
| 長倉村   | 長倉村     | 長倉村              | 北 九 戸 郡 | 長倉村                     | 長倉村              | 軽米村                     | 軽米村                     | 大正14年1月1日 町制 軽米町   | 軽米町                               | 昭和30年1月1日 軽米町        | 軽米町                | 軽米町        |
| 上館村   | 一部       | 上館村              | 北 九 戸 郡 | 上館村                     | 上館村              | 軽米村                     | 軽米村                     | 大正14年1月1日 町制 軽米町   | 軽米町                               | 昭和30年1月1日 軽米町        | 軽米町                | 軽米町        |
| 上館村   | 一部       | 上館村              | 北 九 戸 郡 | 上館村                     | 上館村              | 軽米村                     | 軽米村                     | 大正14年1月1日 町制 軽米町   | 軽米町                               | 昭和30年1月1日 大野村に編入  | 平成18年1月1日 洋野町 | 洋野町        |
| 大野村   | 大野村     | 大野村              | 北 九 戸 郡 | 大野村                     | 大野村              | 大野村                     | 大野村                     | 大野村                       | 大野村                               | 大野村                       | 平成18年1月1日 洋野町 | 洋野町        |
| 阿子木村 | 阿子木村   | 阿子木村            | 北 九 戸 郡 | 阿子木村                   | 阿子木村            | 大野村                     | 大野村                     | 大野村                       | 大野村                               | 大野村                       | 平成18年1月1日 洋野町 | 洋野町        |
| 帯島村   | 帯島村     | 帯島村              | 北 九 戸 郡 | 帯島村                     | 帯島村              | 大野村                     | 大野村                     | 大野村                       | 大野村                               | 大野村                       | 平成18年1月1日 洋野町 | 洋野町        |
| 水沢村   | 水沢村     | 水沢村              | 北 九 戸 郡 | 水沢村                     | 水沢村              | 大野村                     | 大野村                     | 大野村                       | 大野村                               | 大野村                       | 平成18年1月1日 洋野町 | 洋野町        |
| 種市村   | 種市村     | 種市村              | 北 九 戸 郡 | 種市村                     | 種市村              | 種市村                     | 種市村                     | 種市村                       | 昭和26年4月1日 町制 種市町           | 昭和30年2月11日 種市町       | 平成18年1月1日 洋野町 | 洋野町        |
| 中野村   | 中野村     | 中野村              | 北 九 戸 郡 | 中野村                     | 中野村              | 中野村                     | 中野村                     | 中野村                       | 中野村                               | 昭和30年2月11日 種市町       | 平成18年1月1日 洋野町 | 洋野町        |
| 有家村   | 有家村     | 有家村              | 北 九 戸 郡 | 有家村                     | 有家村              | 中野村                     | 中野村                     | 中野村                       | 中野村                               | 昭和30年2月11日 種市町       | 平成18年1月1日 洋野町 | 洋野町        |
| 小子内村 | 小子内村   | 小子内村            | 北 九 戸 郡 | 小子内村                   | 小子内村            | 中野村                     | 中野村                     | 中野村                       | 中野村                               | 昭和30年2月11日 種市町       | 平成18年1月1日 洋野町 | 洋野町        |
| 伊保内村 | 伊保内村   | 伊保内村            | 北 九 戸 郡 | 伊保内村                   | 伊保内村            | 伊保内村                   | 伊保内村                   | 伊保内村                     | 伊保内村                             | 昭和30年4月1日 九戸村        | 九戸村                | 九戸村        |
| 荒屋村   | 荒屋村     | 荒屋村              | 北 九 戸 郡 | 荒屋村                     | 荒屋村              | 伊保内村                   | 伊保内村                   | 伊保内村                     | 伊保内村                             | 昭和30年4月1日 九戸村        | 九戸村                | 九戸村        |
| 小倉村   | 小倉村     | 小倉村              | 北 九 戸 郡 | 小倉村                     | 小倉村              | 伊保内村                   | 伊保内村                   | 伊保内村                     | 伊保内村                             | 昭和30年4月1日 九戸村        | 九戸村                | 九戸村        |
| 長興寺村 | 長興寺村   | 長興寺村            | 北 九 戸 郡 | 長興寺村                   | 長興寺村            | 伊保内村                   | 伊保内村                   | 伊保内村                     | 伊保内村                             | 昭和30年4月1日 九戸村        | 九戸村                | 九戸村        |
| 雪屋村   | 雪屋村     | 雪屋村              | 北 九 戸 郡 | 雪屋村                     | 雪屋村              | 伊保内村                   | 伊保内村                   | 伊保内村                     | 伊保内村                             | 昭和30年4月1日 九戸村        | 九戸村                | 九戸村        |
| 江刺家村 | 江刺家村   | 江刺家村            | 北 九 戸 郡 | 江刺家村                   | 江刺家村            | 江刺家村                   | 江刺家村                   | 江刺家村                     | 江刺家村                             | 昭和30年4月1日 九戸村        | 九戸村                | 九戸村        |
| 山屋村   | 山屋村     | 山屋村              | 北 九 戸 郡 | 山屋村                     | 山屋村              | 江刺家村                   | 江刺家村                   | 江刺家村                     | 江刺家村                             | 昭和30年4月1日 九戸村        | 九戸村                | 九戸村        |
| 戸田村   | 戸田村     | 戸田村              | 北 九 戸 郡 | 戸田村                     | 戸田村              | 戸田村                     | 戸田村                     | 戸田村                       | 戸田村                               | 昭和30年4月1日 九戸村        | 九戸村                | 九戸村        |
| 山根村   | 山根村     | 山根村              | 北 九 戸 郡 | 山根村                     | 山根村              | 戸田村                     | 戸田村                     | 戸田村                       | 戸田村                               | 昭和30年4月1日 九戸村        | 九戸村                | 九戸村        |
| 侍浜村   | 盛岡藩領   | 明治11年 北侍浜村   | 北 九 戸 郡 | 北侍浜村                   | 北侍浜村            | 侍浜村                     | 侍浜村                     | 侍浜村                       | 侍浜村                               | 昭和29年11月3日 久慈市       | 平成18年3月6日 久慈市 | 久慈市        |
| 侍浜村   | 八戸藩領   | 明治11年 南侍浜村   | 北 九 戸 郡 | 南侍浜村                   | 南侍浜村            | 侍浜村                     | 侍浜村                     | 侍浜村                       | 侍浜村                               | 昭和29年11月3日 久慈市       | 平成18年3月6日 久慈市 | 久慈市        |
| 白前村   | 白前村     | 白前村              | 北 九 戸 郡 | 白前村                     | 白前村              | 侍浜村                     | 侍浜村                     | 侍浜村                       | 侍浜村                               | 昭和29年11月3日 久慈市       | 平成18年3月6日 久慈市 | 久慈市        |
| 宇部村   | 宇部村     | 宇部村              | 南 九 戸 郡 | 宇部村                     | 宇部村              | 宇部村                     | 宇部村                     | 宇部村                       | 宇部村                               | 昭和29年11月3日 久慈市       | 平成18年3月6日 久慈市 | 久慈市        |
| 夏井村   | 夏井村     | 夏井村              | 南 九 戸 郡 | 夏井村                     | 夏井村              | 夏井村                     | 夏井村                     | 夏井村                       | 夏井村                               | 昭和29年11月3日 久慈市       | 平成18年3月6日 久慈市 | 久慈市        |
| 大崎村   | 大崎村     | 大崎村              | 南 九 戸 郡 | 大崎村                     | 大崎村              | 夏井村                     | 夏井村                     | 夏井村                       | 夏井村                               | 昭和29年11月3日 久慈市       | 平成18年3月6日 久慈市 | 久慈市        |
| 黒沼村   | 黒沼村     | 黒沼村              | 南 九 戸 郡 | 黒沼村                     | 黒沼村              | 夏井村                     | 夏井村                     | 夏井村                       | 夏井村                               | 昭和29年11月3日 久慈市       | 平成18年3月6日 久慈市 | 久慈市        |
| 鳥谷村   | 鳥谷村     | 鳥谷村              | 南 九 戸 郡 | 鳥谷村                     | 鳥谷村              | 夏井村                     | 夏井村                     | 夏井村                       | 夏井村                               | 昭和29年11月3日 久慈市       | 平成18年3月6日 久慈市 | 久慈市        |
| 早坂村   | 早坂村     | 早坂村              | 南 九 戸 郡 | 早坂村                     | 早坂村              | 夏井村                     | 夏井村                     | 夏井村                       | 夏井村                               | 昭和29年11月3日 久慈市       | 平成18年3月6日 久慈市 | 久慈市        |
| 閉伊口村 | 閉伊口村   | 閉伊口村            | 南 九 戸 郡 | 閉伊口村                   | 閉伊口村            | 夏井村                     | 夏井村                     | 夏井村                       | 夏井村                               | 昭和29年11月3日 久慈市       | 平成18年3月6日 久慈市 | 久慈市        |
| 上戸鎖村 | 上戸鎖村   | 上戸鎖村            | 南 九 戸 郡 | 上戸鎖村                   | 上戸鎖村            | 山根村                     | 山根村                     | 山根村                       | 山根村                               | 昭和29年11月3日 久慈市       | 平成18年3月6日 久慈市 | 久慈市        |
| 下戸鎖村 | 下戸鎖村   | 下戸鎖村            | 南 九 戸 郡 | 下戸鎖村                   | 下戸鎖村            | 山根村                     | 山根村                     | 山根村                       | 山根村                               | 昭和29年11月3日 久慈市       | 平成18年3月6日 久慈市 | 久慈市        |
| 木売内村 | 木売内村   | 木売内村            | 南 九 戸 郡 | 木売内村                   | 木売内村            | 山根村                     | 山根村                     | 山根村                       | 山根村                               | 昭和29年11月3日 久慈市       | 平成18年3月6日 久慈市 | 久慈市        |
| 端神村   | 端神村     | 端神村              | 南 九 戸 郡 | 端神村                     | 端神村              | 山根村                     | 山根村                     | 山根村                       | 山根村                               | 昭和29年11月3日 久慈市       | 平成18年3月6日 久慈市 | 久慈市        |
| 深田村   | 深田村     | 深田村              | 南 九 戸 郡 | 深田村                     | 深田村              | 山根村                     | 山根村                     | 山根村                       | 山根村                               | 昭和29年11月3日 久慈市       | 平成18年3月6日 久慈市 | 久慈市        |
| 細野村   | 細野村     | 細野村              | 南 九 戸 郡 | 細野村                     | 細野村              | 山根村                     | 山根村                     | 山根村                       | 山根村                               | 昭和29年11月3日 久慈市       | 平成18年3月6日 久慈市 | 久慈市        |
| 小久慈村 | 小久慈村   | 小久慈村            | 南 九 戸 郡 | 小久慈村                   | 小久慈村            | 長内村                     | 長内村                     | 長内村                       | 昭和27年6月1日 町制 長内町           | 昭和29年11月3日 久慈市       | 平成18年3月6日 久慈市 | 久慈市        |
| 長内村   | 一部を除く | 長内村              | 南 九 戸 郡 | 長内村                     | 長内村              | 長内村                     | 長内村                     | 長内村                       | 昭和27年6月1日 町制 長内町           | 昭和29年11月3日 久慈市       | 平成18年3月6日 久慈市 | 久慈市        |
| 長内村   | 一部       | 長内村              | 南 九 戸 郡 | 長内村                     | 長内村              | 久慈町                     | 久慈町                     | 久慈町                       | 久慈町                               | 昭和29年11月3日 久慈市       | 平成18年3月6日 久慈市 | 久慈市        |
| 長久寺村 | 長久寺村   | 長久寺村            | 南 九 戸 郡 | 長久寺村                   | 長久寺村            | 久慈町                     | 久慈町                     | 久慈町                       | 久慈町                               | 昭和29年11月3日 久慈市       | 平成18年3月6日 久慈市 | 久慈市        |
| 門前村   | 門前村     | 門前村              | 南 九 戸 郡 | 門前村                     | 門前村              | 久慈町                     | 久慈町                     | 久慈町                       | 久慈町                               | 昭和29年11月3日 久慈市       | 平成18年3月6日 久慈市 | 久慈市        |
| 大川目村 | 大川目村   | 大川目村            | 南 九 戸 郡 | 大川目村                   | 明治17年 下大川目村 | 久慈町                     | 久慈町                     | 久慈町                       | 久慈町                               | 昭和29年11月3日 久慈市       | 平成18年3月6日 久慈市 | 久慈市        |
| 大川目村 | 大川目村   | 大川目村            | 南 九 戸 郡 | 大川目村                   | 明治17年 上大川目村 | 大川目村                   | 大川目村                   | 大川目村                     | 大川目村                             | 昭和29年11月3日 久慈市       | 平成18年3月6日 久慈市 | 久慈市        |
| 繋村     | 一部       | 繋村                | 南 九 戸 郡 | 繋村                       | 繋村                | 大川目村                   | 大川目村                   | 大川目村                     | 大川目村                             | 昭和29年11月3日 久慈市       | 平成18年3月6日 久慈市 | 久慈市        |
| 繋村     | 一部を除く | 繋村                | 南 九 戸 郡 | 繋村                       | 繋村                | 山形村                     | 山形村                     | 山形村                       | 山形村                               | 山形村                       | 平成18年3月6日 久慈市 | 久慈市        |
| 小国村   | 小国村     | 小国村              | 南 九 戸 郡 | 小国村                     | 小国村              | 山形村                     | 山形村                     | 山形村                       | 山形村                               | 山形村                       | 平成18年3月6日 久慈市 | 久慈市        |
| 川井村   | 川井村     | 川井村              | 南 九 戸 郡 | 川井村                     | 川井村              | 山形村                     | 山形村                     | 山形村                       | 山形村                               | 山形村                       | 平成18年3月6日 久慈市 | 久慈市        |
| 霜畑村   | 霜畑村     | 霜畑村              | 南 九 戸 郡 | 霜畑村                     | 霜畑村              | 山形村                     | 山形村                     | 山形村                       | 山形村                               | 山形村                       | 平成18年3月6日 久慈市 | 久慈市        |
| 戸呂町村 | 戸呂町村   | 戸呂町村            | 南 九 戸 郡 | 戸呂町村                   | 戸呂町村            | 山形村                     | 山形村                     | 山形村                       | 山形村                               | 山形村                       | 平成18年3月6日 久慈市 | 久慈市        |
| 荷軽部村 | 荷軽部村   | 荷軽部村            | 南 九 戸 郡 | 荷軽部村                   | 荷軽部村            | 山形村                     | 山形村                     | 山形村                       | 山形村                               | 山形村                       | 平成18年3月6日 久慈市 | 久慈市        |
| 日野沢村 | 日野沢村   | 日野沢村            | 南 九 戸 郡 | 日野沢村                   | 日野沢村            | 山形村                     | 山形村                     | 山形村                       | 山形村                               | 山形村                       | 平成18年3月6日 久慈市 | 久慈市        |
| 野田村   | 野田村     | 野田村              | 南 九 戸 郡 | 野田村                     | 野田村              | 野田村                     | 野田村                     | 野田村                       | 野田村                               | 野田村                       | 野田村                | 野田村        |
| 玉川村   | 玉川村     | 玉川村              | 南 九 戸 郡 | 玉川村                     | 玉川村              | 野田村                     | 野田村                     | 野田村                       | 野田村                               | 野田村                       | 野田村                | 野田村        |

## 行政
1897年（明治30年）の合併以降の郡長は以下の通りである。
| 氏名       | 就任年月日                 | 退任年月日                 | 備考                   |
| ---------- | -------------------------- | -------------------------- | ---------------------- |
| 浅沼介郎   | 1897年（明治30年）4月1日   | 1900年（明治33年）4月21日  |                        |
| 斎藤左一   | 1900年（明治33年）4月21日  | 1902年（明治35年）12月27日 |                        |
| 川口浩哉   | 1902年（明治35年）12月27日 | 1906年（明治39年）9月29日  |                        |
| 沢田専吉   | 1906年（明治39年）9月29日  | 1910年（明治43年）5月19日  |                        |
| 今野良治   | 1910年（明治43年）5月19日  | 1915年（大正4年）2月12日   |                        |
| 本正吉三郎 | 1915年（大正4年）2月12日   | 1916年（大正5年）5月20日   |                        |
| 佐藤与七   | 1916年（大正5年）5月20日   | 1920年（大正9年）12月4日   |                        |
| 関広治     | 1920年（大正9年）12月14日  | 1922年（大正11年）11月30日 |                        |
| 加藤守道   | 1922年（大正11年）11月30日 | 1924年（大正13年）12月16日 |                        |
| 坪松唯三郎 | 1924年（大正13年）12月16日 | 1926年（大正15年）6月30日  | 郡役所廃止により、廃官 |